# Salvatore Garau
Salvatore Garau (Santa Giusta, 1. siječnja 1953.) sardinski je likovni umjetnik poznat po radu u području konceptualne umjetnosti, apstraktne umjetnosti i instalacijske umjetnosti.
Garau je stekao međunarodnu prepoznatljivost svojim nevidljivim skulpturama.[nedostaje izvor] Njegovo je najpoznatije djelo Io Sono ('Ja jesam'), prodano je 2021. godine kao nematerijalna skulptura za više od 12 tisuća funti.

## Televizija
Godine 2005, povodom njegove retrospektive u Washingtonu, niz epizoda bio je posvećen djelima Salvatora Garaua u američkom televizijskom programu White House Chronicle, emitiranom na Washington TV.[nedostaje izvor]
Godine 2021. nevidljiva konceptualna skulptura Garaua i njegov istraživački rad pojavili su se na stolu u The Late Show with Stephen Colbert u segmentu I am: Salvatore Garau. Program je emitiran uživo na CBS-u iz Ed Sullivan Theatera u New Yorku.